# Psittacanthus bolbocephalus
Psittacanthus bolbocephalus är en tvåhjärtbladig växtart som beskrevs av Kuijt. Psittacanthus bolbocephalus ingår i släktet Psittacanthus och familjen Loranthaceae. Inga underarter finns listade i Catalogue of Life.